# Rec (manga)
Pour les articles homonymes, voir REC.
Rec (レック, Rekku) est un manga écrit et dessiné par Q-taro Hanamizawa racontant l'histoire de la rencontre d'une jeune fille voulant devenir seiyū (comédien de doublage) et d'un jeune homme plus âgé, entre amitié et amour. Il est prépublié entre 2002 et 2013 dans le magazine Monthly Sunday Gene-X et est compilé en 16 tomes par Shogakukan. Une adaptation en anime de 9 épisodes et 1 OAV est diffusée en 2006.
Le titre évoque « Rec. », l'abréviation de record (enregistrer) sur les touches des dispositifs audio/vidéo.

## Synopsis
Fumihiko Matsumaru attend une jeune fille qu'il a invitée au cinéma, mais celle-ci ne vient pas. Alors qu'il abandonnait tout espoir, Aka, une jeune fille de 20 ans, l'arrête dans son geste de déchirer les tickets et s'invite avec lui. Visionnant un film étranger, elle passe tout le film à lire les sous-titre à haute voix. Elle souhaite devenir seiyū. Le soir venu, s'étant séparés, Fumihiko ne peut s'empêcher de repenser à l'audacieuse et intrigante jeune fille. C'est alors qu'un incendie se déclare. Arrivé sur les lieux, il aperçoit Aka, désemparée. Sa maison a brûlé. Il décide donc de l'héberger chez lui. Commence ainsi une cohabitation particulière.

## Personnages
- Aka Onda (恩田 赤, Onda Aka?) : Jeune femme de 20 ans, elle rêve de devenir seiyū et lit à haute voix les sous-titres des films étrangers pour s'entrainer.

- Fumihiko Matsumaru (松丸 文彦, Matsumaru Fumihiko?) : Jeune homme de 26 ans, salaryman, célibataire et vivant seul. Il est publicitaire et vient enfin de réussir à faire accepter une de ses maquettes. Séduit par l'audace d'Aka, il décide de l'aider lorsque sa maison brûle.
- Mme Yoshioka (吉岡?) : Jeune femme, manager d'Aka et de nombreuses autres seiyū.

## Manga
- Auteur : Q-taro Hanamizawa (花見沢 Q太郎, Hanamizawa Q-taro?)
- Prépublié dans Sunday GX entre 2002 et 2013
- Publié par : Shōgakukan
- Date de première publication : 19 septembre 2003
- Nombre de volumes au Japon : 16

## Anime

### Fiche technique
- Réalisateur : Ryutaro Nakamura
- Character designer : Hideyuki Morioka
- Musique : Kei Haneoka
- Studio d'animation : Shaft
- Produit par : TBS
- Première diffusion : 2 février 2006, sur TBS
- Nombre d'épisodes : 9
- Durée par épisode : 12 minutes

### Liste des épisodes
Tous les titres d'épisodes sont des références à des films joués par Audrey Hepburn.
1. Vacances à Rome (ローマの休日, Romu no kyūjitsu?, en référence au film Vacances romaines, titre original Roman Holidays, de 1953. Audrey obtient l'Oscar de la meilleure actrice)
2. Délicieuse Sabrina ((麗しのサブリナ, uruwashi no saburina?, en référence au film Sabrina de 1954, parfois titré Sabrina fair, traduisible par Attirante Sabrina-. Audrey obtient une nomination aux Oscar)
3. Attends jusqu'à ce qu'il fasse sombre (暗くなるまで待って, kuraku naru made matte?, en référence au film Seule dans la nuit - titre original Wait Until Dark - de 1967. Audrey obtient une nomination aux Oscar)
4. Petit-déjeuner chez Tiffany's (ティファニーで朝食を, Tifanī de chōshoku wo?, en référence au film Diamants sur canapé - titre original Breakfast at Tiffany's - de 1961, dont Rec rappelle quelque éléments, inversés. Audrey obtient une nomination aux Oscar)
5. Histoire d'amour de début d'après-midi (昼下がりの情事, hirusagari no jōji?, en référence au film Ariane -titre original Love in the Afternoon- de 1957)
6. Rumeur de couple (噂の二人, uwasa no futari?, en référence au film La Rumeur -titre original The Children's Hour- de 1961. Charade y est également mentionné)
7. Guerre et paix (戦争と平和, sensō to heiwa?, en référence au film Guerre et paix - titre original War and Peace - de 1956)
8. My fair lady (マイ.フェア.レディ, mai fea redi?, en référence au film My Fair Lady de 1964)
9. Deux pour toujours (いつも二人で, itsumo futari de?, en référence au film Voyage à deux - titre original Two for the Road - de 1967)

Sur le DVD, la numération est différente. Est inséré l'épisode suivant (décalant le reste) :

8. L'impardonnable (許されざる者, yurusarezaru mono, en référence au film Le Vent de la plaine - titre original The Unforgiven - de 1960)

### Musiques
- Opening: Cheer！～まっかなキモチ～ (Cheer!~Makka na kimochi~, littéralement « Applaudissement! ~Sentiment intense~ ») par Kanako Sakai (酒井 香奈子, Sakai Kanako?)
- Ending: Devotion par BRACE;d

### Doublage
- Kanako Sakai : Aka Onda
- Shin Houmura : Fumihiko Matsumaru
- Daisuke Ono : Hatada
- Kimiko Koyama : Tanaka
- Megumi Toyoguchi : Kitaoka
- Tetsu Inada : Aomori

## Produits dérivés
- Un CD SUPER POWER～おんなのこパンチ！～ (Super Power ~onnanoko panchi!~) de Kanako Sakai, sorti le 29 décembre 2005.
- Un CD pour l'opening: Cheer！～まっかなキモチ～, sorti le 10 février 2006.
- Un CD キャラクターイメージソング (character image song), sorti le 24 mars 2006.
- Deux drama CD.
- Un set de DVD sorti le 17 mai 2006.

## Anecdotes
L'anime utilise beaucoup de mots finissant en -ki (miru-ki, par exemple, dérivé de miru, regarder, mais aussi umai-ki, délicieux, desu-ki, être). C'est en référence à la mascotte manko-ki (chatte-arbre) imaginé par Fumihiko, dont le -ki est censé rappeler l'aspect kawaii.